# Акустична маска
Акусти́чна ма́ска — інтонаційна та ритмомелодійна звукова інструментовка мовлення, тісно пов'язана із психофізичними та психоемоційними особливостями персонажа, його ритмікою, інтонацією, акцентами, вимовою деяких слів, звуків тощо. Термін запроваджений австрійським письменником Еліасом Канетті.
Акустична маска є важливим художнім імпульсом до поглибленого розуміння персонажів, їх характеристики. За допомогою акустичної маски можна визначити рівень інтелектуальних, естетико-етичних параметрів особи. Основну роль відіграють зручні в користуванні, милозвучно вимовлені окреме слово, речення, мова загалом. До акустичної маски належать також обсяг словникового запасу, уміння ним доладно, оптимально користуватися, що позначається на змістовій основі, образності, мальовничості, переконливості фрази, її милозвучності.
Наприклад, у драмі-феєрії «Лісова пісня» Лесі Українки Мавка просить Лукаша, щоб він заборонив Килині приходити до їхнього лісу, бо вона «лукава, як видра» і «хитра, наче рись». Лукаш заперечує їй, оскільки Мавка з Килиною на той час не була знайома. Однак Мавка резонно відповідає: «Ні, знаю. Чула сміх і її голос!». Отже, героїня вважає, що цього досить, аби мати певне уявлення про людину.
Мова Свирида Голохвостого і Проні Сірко з комедії «За двома зайцями» М. Старицького дає уявлення про їхній освітній та культурний рівні. «Мовнокалічницькі і мовнозасмітницькі» (терміни Агатангела Кримського) тенденції Свирида і Проні є промовистими в їх характеристиці, оскільки ставлення до рідної мови — визначальне у їх надто низькому культурно-освітньому статусі.